# The Carpenters
The Carpenters (officiellt Carpenters)  var en pop-duo från USA, verksam från 1968 till 1983, då Karen avled. Duon bestod av syskonen Richard Carpenter och Karen Carpenter.
Det har uppskattats att Carpenters sålde omkring 100 miljoner skivor. Några hits var "Yesterday Once More", "For All We Know", "Top of the World", "Please Mr. Postman" och "Jambalaya (On the Bayou)".

## Diskografi
Studioalbum
- 1969 – Ticket to Ride
- 1970 – Close to You
- 1971 – Carpenters
- 1972 – A Song for You
- 1973 – Now & Then
- 1975 – Horizon
- 1976 – A Kind of Hush
- 1977 – Passage
- 1978 – Christmas Portrait
- 1981 – Made in America

Livealbum
- 1975 – Live in Japan
- 1977 – Live at the Palladium

Postuma album
- 1983 – Voice of the Heart
- 1984 – An Old Fashioned Christmas
- 1989 – Lovelines
- 2001 – As Time Goes By

Singlar (urval)
- 1969 - "Ticket to Ride" / "Your Wonderful Parade" (#19 på Billboard Hot Adult Contemporary Tracks Charts (US AC))
- 1970 - "(They Long To Be) Close To You" / "I Kept On Loving You" (#1 på Billboard Hot 100 (US), US AC #1)
- 1970 - "We've Only Just Begun" / "All Of My Life" (US #2, US AC #1)
- 1971 - "Superstar" / "Bless the Beasts and the Children" (US #2, US AC #1)
- 1971 - "For All We Know" / "Don't Be Afraid" (US #3, US AC #1)
- 1971 - "Rainy Days And Mondays" / "Saturday" (US #2, US AC #1)
- 1972 - "Hurting Each Other" / "Maybe It's You" (US #2, US AC #1)
- 1972 - "It's Going To Take Some Time" / "Flat Baroque" (US #12, US AC #2)
- 1972 - "Goodbye To Love" / "Crystal Lullaby" (US #7, US AC #2)
- 1973 - "Sing" / "Druscilla Penny" (US #3, US AC #1)
- 1973 - "Yesterday Once More" / "Road Ode" (US #2, US AC #1)
- 1973 - "Top of the World" / "Heather" (US #1, US AC #2)
- 1974 - "Jambalaya (On the Bayou)" / "Mr. Guder"
- 1974 - "I Won't Last a Day Without You" / "One Love" (US #11, US AC #1)
- 1974 - "Please Mr. Postman" / "This Masquerade" (US #1, US AC #1)
- 1975 - "Only Yesterday" / "Happy" (US #4, US AC #1)
- 1975 - "Solitaire" / "Love Me for What I Am" (US #17, US AC #1)
- 1976 - "There's a Kind of Hush (All Over the World)" / "(I'm Caught Between) Goodbye and I Love You" (US #12, US AC #1)
- 1976 - "I Need to Be in Love" / "Sandy" (US #25, US AC #1)
- 1976 - "Goofus" / "Boat to Sail" (US AC #4)
- 1976 - "Breaking Up Is Hard to Do" / "I Have You"
- 1977 - "All You Get from Love Is a Love Song" / "I Have You" (US AC #4)
- 1977 - "Calling Occupants of Interplanetary Craft" / "Can't Smile Without You" (US AC #18)
- 1978 - "Sweet, Sweet Smile" / "I Have You" (US AC #7)
- 1978 - "I Believe You" / "B'wana, She No Home" (US AC #9)
- 1981 - "Touch Me When We're Dancing" / "Because We Are in Love (The Wedding Song)" (US #16, US AC #1)
- 1981 - "(Want You) Back in My Life Again" / "Somebody's Been Lyin'" (US AC #14)
- 1981 - "Those Good Old Dreams" / "When It's Gone (It's Just Gone)" (US AC #21)
- 1982 - "Beechwood 4-5789" / "Two Sides" (US AC #18)
- 1983 - "Make Believe It's Your First Time" / "Look to Your Dreams" (US AC #7)
- 1984 - "Your Baby Doesn't Love You Anymore" / "Sailing on the Tide" (US AC #12)